# Гошовські

Варіант гербу Сас

Гошовські (пол. Hoszowscy) — Давня польська шляхта гербу Сас, що проживала на території Червоної Русі в Королівстві Польському, а згодом у Речі Посполитій. Це рід волоського походження, який, ймовірно, прибув разом із волоськими поселенцями, що колонізували землі Червоної Русі та Буковини. Можна розрізнити дві окремі родини Гошовських, які користувалися гербом Сас: так званих Гошовських (перемишльських) та Гошовських (жидачівських).
Перші згадки про надання земель предкам Гошовських датуються початком XV століття, коли польський король Владислав Ягайло надав пустку Гошів у Перемишльській землі Івану Влашину (Волоху). Одночасно з'являється друга родина Гошовських, оселена над річкою Свіцею, де від Владислава Ягайла вони отримали земельні наділи за службу: „villam super fluvio Swyecza nomine Hossow”. Вони оселяються в околицях сіл Гошів і Болехів.
Обидві родини були дуже чисельно поширені на території Червоної Русі. Для розрізнення окремих сімей вони використовували багато прозвищ, наприклад: Глухан, Глохан, Кубарич, Місевич, Мороз, Олізар, Попович або Попіль, Сяркович, Стецевич, Сваричевський або без прозвищ.
Численні родини герба Сас, зокрема рід Гошовських, належать до роду Драгів-Сасів, тобто нащадків молдавських господарів, які були змушені покинути території Мараморощини та осіли на основі волоського права. На жаль, прямого підтвердження цієї тези немає, хоча варто зазначити, що деякі родини Гошовських були споріднені з родинами молдавського походження (див. Мороз-Гошовські).
Також можна виділити іншу окрему родину Гошовських, що проживала в Овруччині. та зем'янський — в Овруччині.

## Шляхтичі
Дідичним володінням, від якого походить родове прізвище, був Гошів у Перемишльській землі (нині Бещадського повіту Підкарпатського воєводства Республіки Польща).
Другим родовим гніздом Гошовських (жидачівських) були території Гошова та Болехова (нині Івано-Франківська область, Долинський район, Україна), які вони отримали з надання короля Владислава Ягайла. Саме тут функціонує Гошівський монастир, у якому зберігається чудотворна ікона Марії, подарована Миколаєм Марковичем Гошовським.
З родиною Гошовських пов'язується походження Чудотворної ікони Гошівської Божої Матері. У 1735 р. в маєтку заможного шляхтича Миколи Гошовського, який проживав недалеко Перемишля, появилася копія Чудотворної ікони Божої Матері з монастиря м. Белза, яка стала чудотворною. Через що Гошовські заснували однойменний монастир на Івано-Франківщині.

### Представники
- Юрій — православний єпископ Перемишльський і Самбірський (1667—1675)
- Павло — адміністратор «Могилівського ключа» володінь Потоцьких (Поділля). Прибув до Могилева у 1713 р.[5]
- Петро; дружина — Анна Літинська, діти:[6]
  - Анна, дружина Блажовського
  - Маріанна, дружина Паковського
  - Катерина, дружина Пшедвоєвського
  - Павло — монах-єзуїт, помер 1729 року в Перемишлі
  - Михайло — стольник інфляндський.

- Теофіла Катерина[7] — дружина київського підсудка Івана Олександра Олізара, мати його сина Адама, потім — брацлавського каштеляна Станіслава Францішека Конецпольського (мати його сина Ленарда[6])[8][7]
- Микола — чоловік Софії Шумлянської[6]
- Василь — чоловік Магдалени Дрогойовської,[6] донька Христофора Томаса та його першої дружини Софії Святополк-Болестрашицької[9]

## Зем'яни
Родове прізвище походить від села Гошів (тепер Овруцький район). Рід внесено до VI частини родословної книги Подільської губернії.
Їхній предок — Степан Андрійович Баранович — 1518 року отримав королівську грамоту на помістя Гошово (нині Овруцький район, Житомирської обл.). Нащадки стали зватися Гошовськими. В каталозі української шляхти з першої половини XVII ст., що подають Галицькі акти, згадується Роман Гошовський іменем Антона Гобрича Гошовського батька свого, …
Наталія Яковенко вказує, що рід походить від виходця з Орди Ущапа — рід Ущапів, що отримав землю від Вітовта наприкінці XIV століття. Їх відгалуженням був рід Васьковичів (Васьковських), від яких і відбрунькувалися Гошовські (Гошовичі).